# استفانی ماوولی
استفانی ماوولی (انگلیسی: Stephanie Mawuli؛ زادهٔ ۲۵ نوامبر ۱۹۹۸) بازیکن بسکتبال زن غنایی‌تبار اهل ژاپن است.
وی در مسابقات کشوری و بین‌المللی در مجموع برندهٔ ۱ مدال طلا شده‌است.